# Z中間グローバル
Z中間グローバル株式会社（ゼットちゅうかんグローバル、英: Z Intermediate Global Corporation）、はコミュニケーションアプリ「LINE」を中心にインターネット関連事業を展開していた日本の企業。

## 概要

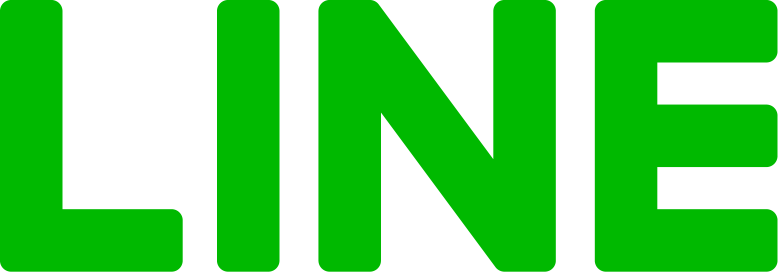
LINE株式会社時代のロゴ

2019年にヤフーとの合併の際、LINE株式会社（初代法人）の中間持株会社化に伴ってLINE分割準備株式会社として設立され、2021年（令和3年）に初代法人より事業を譲受しLINE株式会社（2代目）へ商号を変更した。この際、初代法人はAホールディングス株式会社へ商号を変更している。
2023年（令和5年）2月2日、2023年度中にZホールディングス並びにヤフーと合併することを発表。同年10月1日、ヤフー、Z Entertainment、ZデータがZホールディングスへ合併して「LINEヤフー株式会社」に商号を変更、LINE株式会社を吸収分割により一定の海外株式などを除き、資産・権利・事業をLINEヤフー株式会社へ継承、商号を現在のものに変更した。事業再編により海外子会社の株式などの保有・管理をする中間持株会社になる。

## 沿革
- 2013年（平成25年）
  - 4月1日 - NHN Japan株式会社（初代）が、ゲームに関する事業を新設されたNHN Japan株式会社（2代目）に承継し、LINE株式会社（初代）に商号変更。
- 2019年（平成31年・令和元年）
  - 12月13日 - LINE株式会社の完全子会社としてLINE分割準備株式会社を設立[6]。
- 2021年（令和3年）
  - 2月28日  - LINE株式会社よりLINE分割準備株式会社へ事業を承継し、LINE株式会社がAホールディングス株式会社に、LINE分割準備株式会社がLINE株式会社（2代目）にそれぞれ商号変更[7]。
  - 3月1日  - 株式交換によりZホールディングス株式会社の完全子会社化。
  - 4月1日  - 本社を東京都新宿区四谷一丁目の四谷タワーに移転[8]。
  - 12月16日  - ラインのグローバルNFT事業「LINE NEXT」がパートナー企業発表[9]。
- 2022年（令和4年）
  - 9月28日 - livedoor事業を同年10月7日に設立する完全子会社の株式会社ライブドア（4代目）へ吸収分割により承継させ、同社の全株式を同年12月28日付で株式会社ミンカブ・ジ・インフォノイドに譲渡することに合意。株式譲渡契約を締結したことを発表した[10]。
  - 12月28日 - ミンカブ・ジ・インフォノイドへのライブドア譲渡手続きが完了[11]。
- 2023年（令和5年）
  - 10月1日 - ヤフー、Z Entertainment、ZデータがZホールディングスに合併し、LINEヤフー株式会社に商号を変更[2][12][13]、LINEを吸収分割により一定の海外などを除き、資産・権利・事業をLINEヤフーへ継承、Z中間グローバル株式会社に商号を変更[5]。

## 関連企業・団体

### 連結子会社
- LINE Plus Corporation（朝: 라인플러스）[14]
  - LINE PLAY（朝: 라인플레이(주)）
  - LINE UP（朝: 라인업(주)）
  - LINE studio（朝: 라인스튜디오(주)）
  - GrayHash（朝: 그레이해쉬(주)）（76.99%）
  - Collab+LINE（50.0%）
  - LINE Company (Thailand)（50.0%）
  - LINE Digital Technology (Shanghai)
  - LINE Euro-Americas
  - LINE Taiwan（繁体字中国語: 台灣連線股份有限公司）
  - PT.LINE PLUS INDONESIA
- LINE FRIENDS（朝: 라인프렌즈(주)）（70.00%）
  - LINE Friends Inc
  - LINE Friends Japan株式会社
  - LINE Friends Taiwan
  - LINE Friends(Shanghai) Commercial Trade
- LINE Growth Technology株式会社
- LINE SOUTHEAST ASIA CORP.PTE.LTD
  - LINE VIETNAM JSC（99.1%）
- LINE TECHNOLOGY VIETNAM CO., LTD
- LINE TICKET株式会社
- LINE Ventures Global有限責任事業組合
- LINE Ventures Japan有限責任事業組合
- LFG HOLDINGS LIMITED
- ネクストライブラリ株式会社

### 持分法適用会社
- LINE Man Corporation PTE.LTD（44.2%）
  - LINE Man (THAILAND) Company Limited
  - Wongnai Media Company
- LINE GAMES Corporation（朝: 라인게임즈(주)）（36.22%）
- SNOW Corporation（朝: 스노우）
- LINE MUSIC株式会社（36.7%）
- 株式会社出前館（35.8%）
- 株式会社ベンチャーリパブリック（34%）

### その他
- WORKS MOBILE Corp.（朝: 웍스모바일）（10.59%）
- Epic Voyage株式会社
- LENSA株式会社（49%）
- transcosmos online communications株式会社
- 一般財団法人LINEみらい財団

### 2023年10月の再編により傘下でなくなった企業
- LINE Financial株式会社
  - LINE Bank設立準備株式会社（50%）
- LINE Credit株式会社（58.5%）
- LINE証券株式会社（51.0%）
- LINE Financial Plus Corporation（朝: 라인파이낸셜플러스）
  - LINE Financial. Asia Corporation Limited 
    - Kasikorn LINE company（50.0%）
    - LINE Financial Taiwan
      - LINE Bank Taiwan Limited（49.9%）

  - LINE Investment Technologies
- LINE Pay株式会社
  - LINE Pay北海道株式会社（70.0%）
  - LINE Pay Taiwan（70.0%）
  - LINE Biz Plus Corporation（朝: 라인비즈플러스(주)）
- LINE Xenesis株式会社（92.4%）
  - LINE TECH PLUS PTE. LTD.
  - LVC USA Inc.
  - Unblock Ventures
  - Unblock Corporation（朝: 언블락(주)）
  - Unchain Corporation（朝: 언체인(주)）（50.98%）
- LINEビジネスサポート株式会社
- LINEヘルスケア株式会社（51.0%）
- LINE Fukuoka株式会社
- LINE CONOMI株式会社（50.1%）
- Gatebox株式会社（55.1%）
- HOP株式会社（60%）
- LINE Marketing Partners株式会社

### 過去の関連企業・団体
- ネイバージャパン株式会社
- NHN JAPAN株式会社
- 株式会社Diverse
- NHNテコラス株式会社
- LINE Business Partners株式会社
- M.T.Burn株式会社
- LINEバイト株式会社
- ファイブ株式会社
- LINE Ventures株式会社
- LINEモバイル株式会社
- LINE Digital Frontier株式会社
- 株式会社ライブドア